# Campeonato Brasileiro de Futebol de 1959
O Campeonato Brasileiro de Futebol de 1959, originalmente denominado Taça Brasil pela CBD, foi a segunda edição do Campeonato Brasileiro. O Bahia, após vencer o terceiro jogo da final contra o Santos, sagrou-se campeão brasileiro pela primeira vez e, também, conquistou a vaga para ser o representante brasileiro na primeira competição continental sul-americana realizada pela CONMEBOL, a Copa dos Campeões da América (atual Copa Libertadores da América) de 1960.
Esta edição contou com a participação de dezesseis campeões estaduais, sendo que os campeões do estado de São Paulo e do Distrito Federal (na época, a cidade do Rio de Janeiro) já entravam na fase final. O campeão Bahia disputou catorze partidas, com nove triunfos, dois empates e três derrotas, 25 gols a favor e 18 contra, tendo seus atacantes Léo Briglia com 8 gols sido o artilheiro da competição e Alencar o terceiro, com 6 gols. Efigênio Bahiense, o Geninho, foi o treinador durante toda a competição, mas quem dirigiu o time na final foi o argentino Carlos Volante. O primeiro gol deste Brasileirão foi de Alencar, do Bahia contra o CSA. A competição teve uma média de público de 10.360 pagantes.
Apesar de sua importância, e de seu vencedor ser considerado o campeão brasileiro já na época de sua disputa por alguns órgãos de imprensa, somente em 2010 que o torneio foi reconhecido oficialmente pela CBF como o Campeonato Brasileiro de Futebol de 1959.  Dessa forma, esta edição passou a ser considerada a primeira edição do Campeonato Brasileiro. Porém, em agosto de 2023, a CBF reconheceu o Torneio dos Campeões de 1937 como a primeira edição do Brasileirão.
Assim como em 1937, o campeão amargou a maior goleada da competição; naquele campeonato, o Atlético-MG foi goleado pelo Fluminense por 6 a 0. Sofrendo este mesmo placar (6 a 0), o Bahia perdeu para o Sport, em 30 de outubro de 1959. No entanto, pelo regulamento, a diferença de gols era irrelevante, e o Bahia avançou de fase, vencendo o mesmo adversário em dois outros desafios (por 3 a 2 e por 2 a 0). Ainda, se a diferença de gols ao final de duas partidas fosse considerada, o Santos teria sido o campeão, pois venceu o Bahia por 2 a 0, e perdeu por 3 a 2. Todavia, o regulamento previa o jogo-desempate, vencido pelo Bahia. Se houvesse o critério do gol fora de casa, o Bahia teria sido eliminado na final do grupo Nordeste pelo Ceará e na semifinal pelo Vasco.

## História

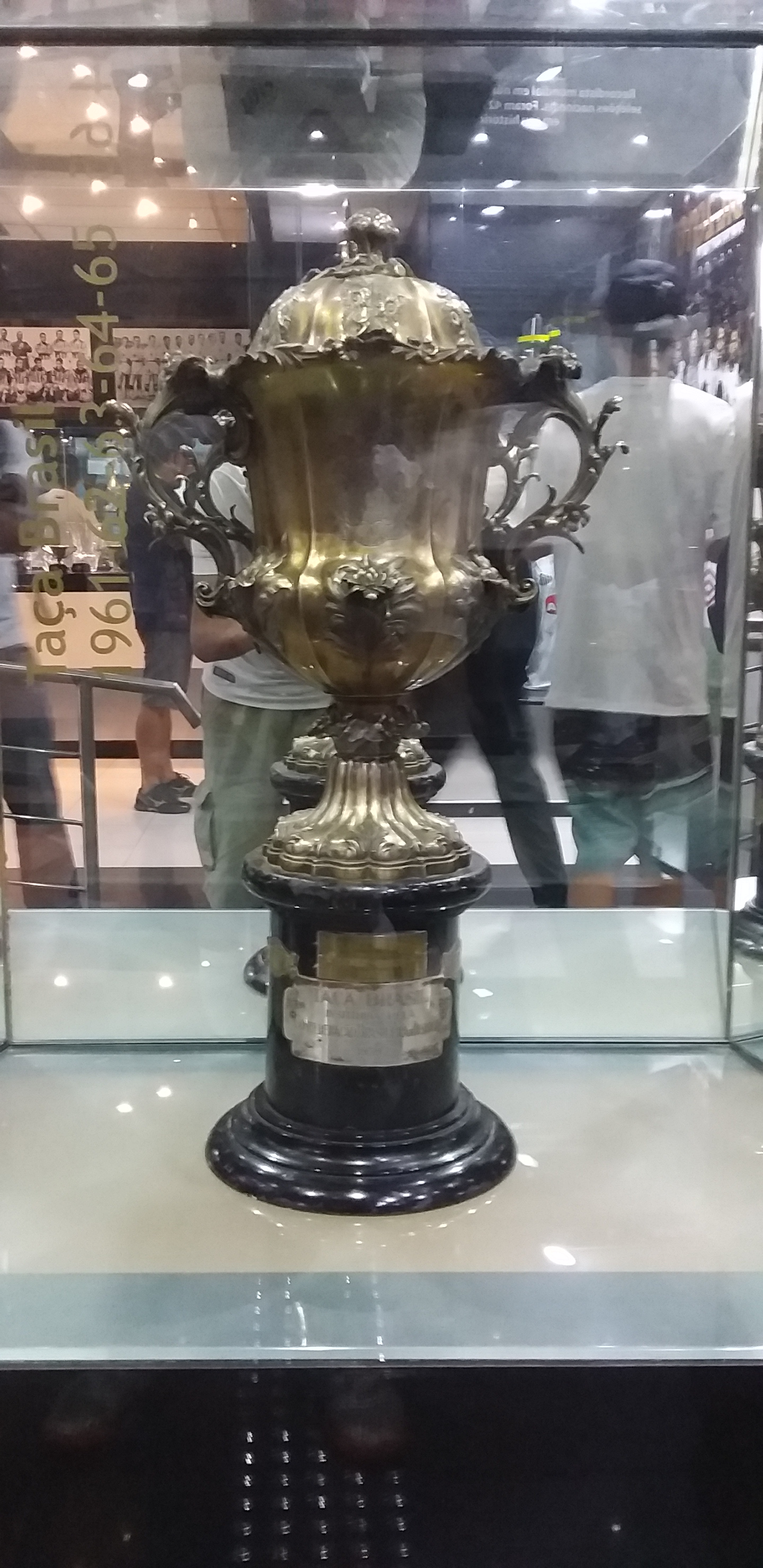
Troféu do Campeonato Brasileiro de Futebol de 1959

A Taça Brasil foi a segunda competição nacional de clubes de futebol do Brasil a dar ao seu vencedor o título de campeão brasileiro (já na época de sua disputa, o vencedor da Taça Brasil era considerado o campeão brasileiro). Apesar do certame ter sido instituído em 1954 pela CBD (Confederação Brasileira de Desportos, atual CBF) com a finalidade de apontar o clube campeão brasileiro da temporada, e ter seu regulamento definido no ano seguinte, a primeira edição da competição não pôde ser disputada em 1955, como o planejado, devido ao fato do calendário trienal do futebol brasileiro de 1955 a 1958 já estar aprovado e não podendo sofrer alterações por causa da Copa do Mundo de 1958. Sendo assim, ficou definido naquela época que a Taça Brasil começaria somente em 1959.[carece de fontes?] Porém, como ainda havia limitação de data, restrições econômicas e dificuldades para viagens interestaduais devido a precariedade da infraestrutura do país na época, a competição foi montada de modo mais econômico possível. Sendo assim, participavam os campeões estaduais que se enfrentavam em um grande sistema eliminatório.

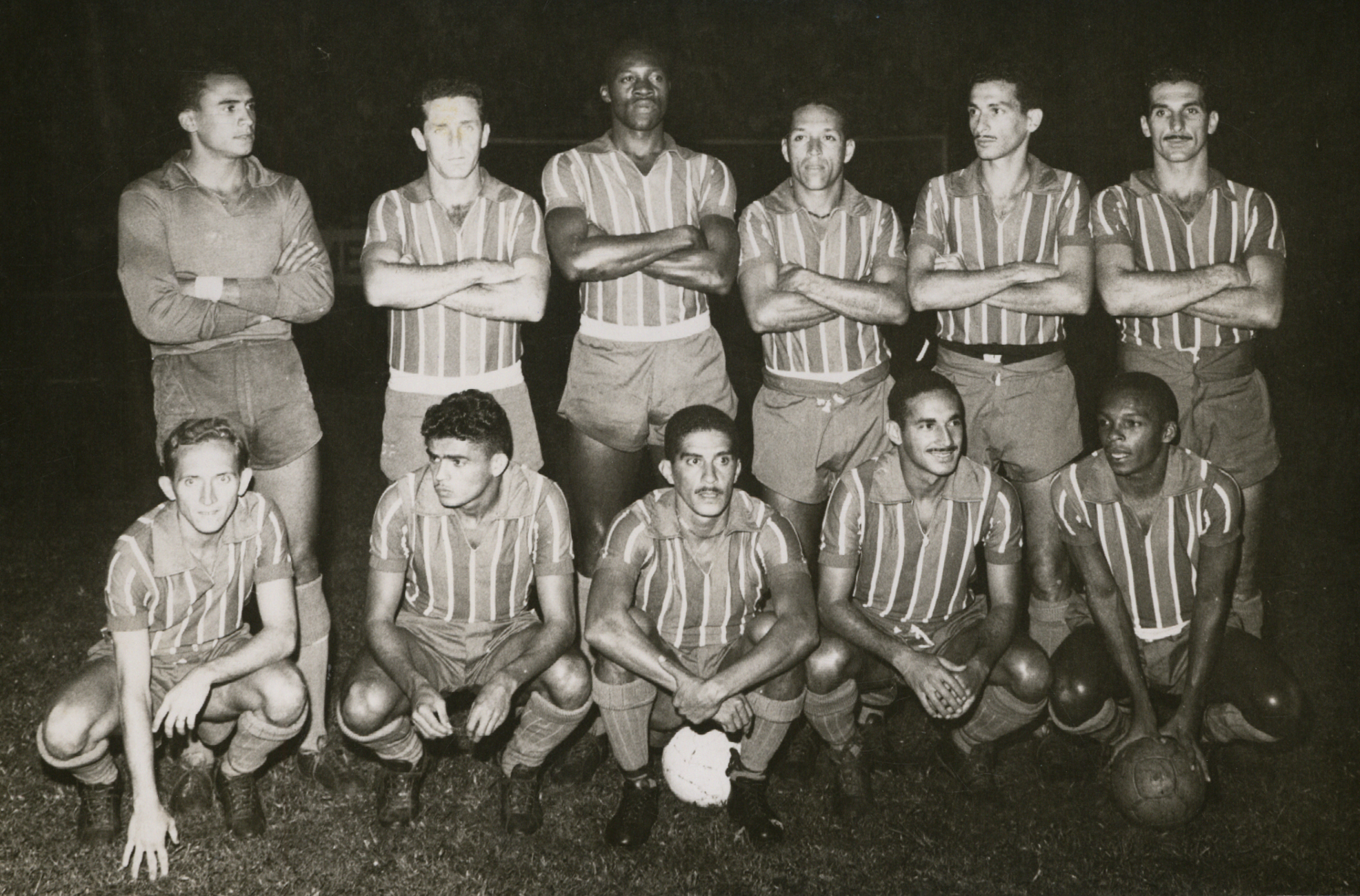
Elenco do Bahia campeão brasileiro de 1959.

A segunda edição do Campeonato Brasileiro de Futebol foi realizada em 1959 e contou com a participação de dezesseis campeões estaduais do ano anterior.[carece de fontes?] Com os clubes divididos regionalmente, paulistas e cariocas entraram apenas nas semifinais. Na decisão, em uma finalíssima histórica, o Bahia venceu o poderoso Santos de Pelé, considerado por muitos o melhor time de futebol de todos os tempos, em uma série de três partidas. Consagrava-se o Bahia como o primeiro vencedor da Taça Brasil. A conquista também credenciou a equipe como o primeiro representante brasileiro na Copa Libertadores da América.[carece de fontes?] Para a equipe, a conquista é tão importante que é lembrada pela presença de uma estrela, do mesmo peso da utilizada pela conquista do Campeonato Brasileiro de 1988, em seu uniforme. Lesionado, Pelé não atuou no último jogo, realizado já em 1960, no dia 29 de março, em função de uma excursão do time ao exterior.
Com a conquista da Taça Brasil de 1959, o Bahia já naquela época foi considerado campeão brasileiro de clubes. Como está confirmado em uma matéria do jornal O Globo, que em sua edição seguinte ao fim da competição destacou a conquista do Bahia da seguinte forma: "Primeiro campeão brasileiro de todos os tempos, um título único e inédito de uma importância sem igual. Uma odisseia fantástica do Esporte Clube Bahia, quase desacreditado depois da derrota em Salvador, vitorioso e inconstante no Rio de Janeiro, no templo do futebol, o Maracanã, contra o maior time do mundo." Na época, o jornal Folha de S. Paulo que, também, destacou o título do Bahia, em sua edição de 30 de março de 1960, da seguinte maneira: "O EC Bahia, depois de uma campanha das mais brilhantes, sagrou-se na noite de ontem, no Maracanã, o primeiro campeão brasileiro de futebol, ao derrotar o Santos pela contagem de 3 a 1, em um resultado dos mais merecidos". Além da A Gazeta Esportiva, que, assim como muitos jornais, também, tratou o Bahia como campeão brasileiro, publicando o seguinte em sua edição do dia 30 de março de 1960: "O Bahia conseguiu esta noite, no Maracanã, o título inédito no futebol brasileiro, qual seja o de campeão brasileiro por equipes, garantindo sua participação no próximo Campeonato Sul-Americano de Clubes Campeões. A rigor, só tivemos de bom o primeiro tempo, quando as equipes visaram a prática do futebol. No segundo período, entretanto, o juiz Frederico Lopes colocou tudo a perder, permitindo o jogo violento."

Léo Briglia, o artilheiro da competição.

As críticas à arbitragem não diminuíram a felicidade dos soteropolitanos. Foi realizada uma grande festa em Salvador, encampada politicamente pelo prefeito da cidade, Heitor Dias, que afirmava de forma entusiasmada: "Salvador hoje completa 411 anos de fundação e o melhor presente foi a grande conquista do Esporte Clube Bahia". Como uma volta ao passado, mais uma vez a Bahia rompia a hegemonia de cariocas e paulistas no cenário nacional, uma vez que o estado já havia ganho o Campeonato Brasileiro de Seleções Estaduais, em 1934.
Na conquista do primeiro Campeonato Brasileiro realizado pela Confederação Brasileira de Desportos (CBD), entidade máxima do futebol na época, o clube baiano disputou catorze partidas, venceu nove, empatou dois e perdeu três, marcou vinte e cinco gols e sofreu dezoito. Ademais, a equipe também fez ainda o artilheiro da competição – Léo, com oito gols.

## Participantes
| Equipe              | Cidade         | Estado | Classificação                | Participações | Título(s)      |
| ------------------- | -------------- | ------ | ---------------------------- | ------------- | -------------- |
| ABC                 | Natal          | RN     | Campeão potiguar de 1958     | 0             | 0 (não possui) |
| Atlético Mineiro    | Belo Horizonte | MG     | Campeão mineiro de 1958      | 1 (1937)      | 1 (1937)       |
| Atlético Paranaense | Curitiba       | PR     | Campeão paranaense de 1958   | 0             | 0 (não possui) |
| Auto Esporte        | João Pessoa    | PB     | Campeão paraibano de 1958    | 0             | 0 (não possui) |
| Bahia               | Salvador       | BA     | Campeão baiano de 1958       | 0             | 0 (não possui) |
| Ceará               | Fortaleza      | CE     | Campeão cearense de 1958     | 0             | 0 (não possui) |
| CSA                 | Maceió         | AL     | Campeão alagoano de 1958     | 0             | 0 (não possui) |
| Ferroviário         | São Luís       | MA     | Campeão maranhense de 1958   | 0             | 0 (não possui) |
| Grêmio              | Porto Alegre   | RS     | Campeão gaúcho de 1958       | 0             | 0 (não possui) |
| Hercílio Luz        | Tubarão        | SC     | Campeão catarinense de 1958  | 0             | 0 (não possui) |
| Manufatora          | Niterói        | RJ     | Campeão fluminense de 1958   | 0             | 0 (não possui) |
| Rio Branco          | Vitória        | ES     | Campeão capixaba de 1958     | 1 (1937)      | 0 (não possui) |
| Santos              | Santos         | SP     | Campeão paulista de 1958     | 0             | 0 (não possui) |
| Sport               | Recife         | PE     | Campeão pernambucano de 1958 | 0             | 0 (não possui) |
| Tuna Luso           | Belém          | PA     | Campeão paraense de 1958     | 0             | 0 (não possui) |
| Vasco da Gama       | Rio de Janeiro | DF     | Campeão carioca de 1958      | 0             | 0 (não possui) |

## Regulamento
A Taça Brasil de 1959 foi dividida em três fases, todas em sistema eliminatório ("mata-mata"). Na primeira fase, os clubes foram divididos em quatro grupos, Grupo Nordeste, Grupo Norte, Grupo Leste e Grupo Sul. Na segunda fase, os vencedores dos grupos Nordeste e Norte disputaram o título de campeão da Zona Norte e os dos grupos Leste e Sul o da Zona Sul. A fase final foi disputada entre os campeões das Zonas Sul e Norte e os representantes do Estado de São Paulo e Distrito Federal(na época, a cidade do Rio de Janeiro), inscritos diretamente nesta fase.

## Critérios de desempate
Todos os jogos da Taça Brasil de 1959 foram disputados em modo eliminatório (mata-mata) em dois jogos de ida e volta. A equipe que somar mais pontos passava para a fase seguinte. Caso nos dois jogos as equipes tivessem o mesmo número de pontos (dois empates ou uma vitória para cada lado independente do número de gols entre os jogos) era disputado um jogo extra. Nesta partida, caso persistisse o empate, o time que tivesse o maior "goal-average" (média dos gols marcados dividido pelos gols sofridos) nas três partidas da fase era o vencedor. Se mesmo assim o empate persistisse, a vaga seria decidida no cara ou coroa.

## Primeira fase

### Grupo Nordeste
|  | Semifinais | Semifinais | Semifinais | Semifinais |   |       | Final | Final | Final | Final |
|  |            |            |            |            |   |       |       |       |       |       |
|  | ABC        | 1          | 0          | 1          |   |       |       |       |       |       |
|  | Ceará      | 1          | 0          | 2          |   |       |       |       |       |       |
|  | Ceará      | 1          | 0          | 2          |   | Ceará | 0     | 2     | 1     |       |
|  |            |            |            |            |   | Ceará | 0     | 2     | 1     |       |
|  |            | Bahia      | 0          | 2          | 2 |       |       |       |       |       |
|  | CSA        | Bahia      | 0          | 2          | 2 | 0     | 0     | X     |       |       |
|  | CSA        |            |            |            |   | 0     | 0     | X     |       |       |
|  | Bahia      | 5          | 2          | X          |   |       |       |       |       |       |

#### Semifinais
| 23 de agosto de 1959 | ABC          | 1 – 1 | Ceará         | Estádio Juvenal Lamartine, Natal                                                  |
|                      | Jorginho 27' |       | 90' Claudinho | Árbitro: José Augusto Machado Auxiliares: Jader Correia da Costa e Luiz Meirelles |

| - ABC: Ribamar; Piaba e Calado; Cadinha, Gonzaga e Biró; Mota, Jorginho, Paulo Isidro, Cileno e Jacaré. Técnico: Edésio Leitão. - Ceará: Harry Carrey; William e Alexandre; Claudio, Claudinho e Carneiro; Nenem, Carlito, Valter Vieira, Zeca e Gilberto. |

| 23 de agosto de 1959 | CSA | 0 – 5 | Bahia                                         | Estádio do Mutange, Maceió |
|                      |     |       | 14', 65', 77' Alencar · 36' Carioca · 73' Léo | Árbitro: Cláudio Regis     |

| - CSA: Caliça; Nem e Nazareno; Deda, Nenem e Paulo Santos; Milton, Santos, Clóvis, Ítalo e Juca. - Bahia: Nadinho; Leone e Bacamarte; Flávio, Nenzinho e Florisvaldo; Marito, Alencar, Léo, Ari e Carioca. Técnico: Geninho. |

| 30 de agosto de 1959 | Ceará | 0 – 0 | ABC | Estádio Presidente Vargas, Fortaleza                                  |
|                      |       |       |     | Árbitro: José Nogueira Filho Auxiliares: Raimundo Rola e Waldzar Reis |

| - Ceará: Harry Carrey; William e Alexandre; Claudio, Claudinho e Carneiro; Nenem, Carlito, Doca, Valter Vieira e Gilberto. - ABC: Ribamar; Piaba e Calado; Cadinha, Gonzaga e Biró; Mota, Jorginho, Paulo Isidro, Cileno e Jacaré. Técnico: Edésio Leitão. |

| 30 de agosto de 1959 | Bahia                | 2 – 0 | CSA | Estádio da Fonte Nova, Salvador   |
|                      | Marito 28' · Léo 86' |       |     | Árbitro: José Cavalcanti de Brito |

| - Bahia: Jair; Leone e Nenzinho; Florisvaldo, Flávio e Beto; Marito, Alencar, Léo, Ari e Carioca. Técnico: Geninho. - CSA: Bandeira; Néu e Paulo Santos; Deda, Nenem e Maso; Milton, Ítalo, Clóvis, Machado e Juca (King). |

Jogo extra:
| 1º de setembro de 1959 | Ceará                    | 2 – 1 | ABC          | Estádio Presidente Vargas, Fortaleza                                      |
|                        | Claudinho 55' · Doca 91' |       | 23' Tiquinho | Árbitro: José Nogueira Filho Auxiliares: José Costa Filho e Raimundo Rola |

| - Ceará: Harry Carrey; William e Alexandre; Claudio, Claudinho e Carneiro; Nenem, Zeca (Carlito), Doca, Valter Vieira e Gilberto. - ABC: Ribamar; Piaba e Calado; Cadinha, Gonzaga e Biró; Mota, Jorginho, Tiquinho, Cileno e Jacaré. Técnico: Edésio Leitão. |

#### Final
| 20 de setembro de 1959 | Ceará | 0 – 0 | Bahia | Estádio Presidente Vargas, Fortaleza |
|                        |       |       |       | Árbitro: Cláudio Regis               |

| - Ceará: Harry Carrey; William e Alexandre; Claudio, Claudinho e Carneiro, Carlito, Zeca, Valter Vieira, Doca e Gilberto. - Bahia: Nadinho; Leone e Nenzinho; Flávio, Vicente e Beto; Marito, Alencar, Léo, Ari e Biriba. Técnico: Geninho. |

| 27 de setembro de 1959 | Bahia                   | 2 – 2 | Ceará                         | Estádio da Fonte Nova, Salvador        |
|                        | Claudinho 13' · Léo 25' |       | 35' Nenem · 49' Valter Vieira | Público: 11,000 Árbitro: Valdemar Reis |

| - Bahia: Nadinho; Leone e Nenzinho (Florisvaldo); Flávio, Vicente e Beto; Ari, Alencar, Léo, Valdemar e Marito. Técnico: Geninho. - Ceará: Harry Carrey; William e Alexandre; Cláudio, Claudinho e Carneiro, Carlito, Valter Vieira, Zezinho, Gilberto e Nenem. |

Jogo extra:
| 29 de setembro de 1959 | Bahia                            | 2 – 1 | Ceará    | Estádio da Fonte Nova, Salvador               |
|                        | Biriba 38' · Léo (prorr.) 90+27' |       | 44' Doca | Público: 8,500 Árbitro: José Monteiro Alencar |

| - Bahia: Nadinho; Leone e Florisvaldo; Flávio, Vicente e Beto; Marito, Careca, Léo, Ari e Biriba. Técnico: Geninho. - Ceará: Jeovan; William e Alexandre; Claudio, Claudinho e Carneiro, Carlito, Valter Vieira, Zezinho, Gilberto e Doca. |

### Grupo Norte
|  | Semifinais   | Semifinais | Semifinais | Semifinais |   |       | Final | Final | Final | Final |
|  |              |            |            |            |   |       |       |       |       |       |
|  | Ferroviário  | 1          | 3          | 0          |   |       |       |       |       |       |
|  | Tuna Luso    | 3          | 1          | 1          |   |       |       |       |       |       |
|  | Tuna Luso    | 3          | 1          | 1          |   | Sport | 2     | 3     | X     |       |
|  |              |            |            |            |   | Sport | 2     | 3     | X     |       |
|  |              | Tuna Luso  | 2          | 1          | X |       |       |       |       |       |
|  | Auto Esporte | Tuna Luso  | 2          | 1          | X | 0     | 2     | X     |       |       |
|  | Auto Esporte |            |            |            |   | 0     | 2     | X     |       |       |
|  | Sport        | 3          | 5          | X          |   |       |       |       |       |       |

#### Semifinais
| 23 de agosto de 1959 | Ferroviário | 1 – 3 | Tuna Luso                     | Estádio Nhozinho Santos, São Luís                        |
|                      | Nabor 15'   |       | 49', 64' Chininha · 90' China | Renda: Cr$ 104.750,00 Árbitro: PE Argemiro Félix de Sena |

| - Ferroviário: Lessa; Esmagado e Mila; Vicente, Santos e Decadela; Pitú (Rui), Hamilton, Nabor, Laxinha e Negão. Técnico: José Gonçalves da Silva. - Tuna Luso: Espanhol; Pinheiro e Nonato; Sátiro, Acapu (Edílson) e Iran; Juvenil, China, Estanislau, Chininha e Índio. Técnico: Miguel Cecim. |

| 23 de agosto de 1959 | Auto Esporte | 0 – 3 | Sport                            | Estádio Olímpico, João Pessoa     |
|                      |              |       | 15', 52' Bentancor · 64' Osvaldo | Árbitro: Alfredo Bernardes Torres |

| - Auto Esporte: Agostinho; Gavião e Kleber; Marajó, Américo e Neguinho; Macau, China, Chiclete, Elcio e Piau. Técnico: Antônio Berto. - Sport: Cazuza; Bria e Cido; Zé Maria, Dedé e Indio; Ramos, Bé (Traçaia), Osvaldo, Bentancor e Djalma Freitas. Técnico: Dante Bianchi. |

| 30 de agosto de 1959 | Tuna Luso   | 1 – 3 | Ferroviário                            | Estádio do Souza, Belém         |
|                      | Edílson 81' |       | 12' Laxinha · 26' Hamilton · 62' Nabor | Árbitro: Argemiro Félix de Sena |

| - Tuna Luso: Espanhol; Pinheiro e Nonato; Sátiro, Edílson e Iran; Juvenil (Acapu), China, Estanislau, Chininha e Índio. Técnico: Miguel Cecim. - Ferroviário: Walter Penha; Esmagado e Mila; Ribeiro, Decadela e Negão (Rui); Pitú, Hamilton, Nabor e Laxinha e Neto. Técnico: José Gonçalves da Silva. |

| 30 de agosto de 1959 | Sport                                            | 5 – 2 | Auto Esporte         | Estádio da Ilha do Retiro, Recife |
|                      | Bé 17', · Américo 31' · Zé Maria 49' · Bentancor |       | 55' Chiclete · Macau | Árbitro: Hélio dos Santos         |

| - Sport: Cazuza; Bria e Sinval; Zé Maria, Dedé e Indio; Ramos, Bé, Osvaldo, Bentancor e Djalma Freitas. Técnico: Dante Bianchi. - Auto Esporte: Agostinho; Gavião e Kleber; Marajó, Américo e Neguinho; Macau, China, Chiclete, Romeiro (Elcio) e Piau. Técnico: Antônio Berto. |

Jogo extra:
| 1º de setembro de 1959 | Tuna Luso    | 1 – 0 | Ferroviário | Estádio do Souza, Belém         |
|                        | Chininha 34' |       |             | Árbitro: Argemiro Félix de Sena |

| - Tuna Luso: Sarará; Pinheiro e Nonato; Sátiro, Acapu e Iran; Estanislau, Índio, Edílson, Chininha e Juvenil. Técnico: Miguel Cecim. - Ferroviário: Walter Penha; Esmagado, Decadela e Mila; Ribeiro (Rui) e Negão; Pitú, Hamílton, Nabor e Laxinha e Neto. Técnico: José Gonçalves da Silva. |

#### Final
| 24 de setembro de 1959 | Sport        | 2 – 2 | Tuna Luso | Estádio da Ilha do Retiro, Recife                                            |
|                        | Traçaia · Bé |       | , Edílson | Árbitro: Alfredo Bernardes Torres Auxiliares: Anísio Morgado e José Teixeira |

| - Sport: Cazuza; Bria e Cido; Zé Maria, Dedé e Ney Andrade; Djalma Freitas, Bé, Traçaia, Bentancor e Elcy. Técnico: Dante Bianchi. - Tuna Luso: Sarará; Evandro e Nonato; Sátiro, Iran e Pinheiro; Estanislau, China, Edílson, Chininha e Índio. Técnico: Miguel Cecim. |

| 27 de setembro de 1959 | Tuna Luso  | 1 – 3 | Sport                                | Estádio do Souza, Belém         |
|                        | Estanislau |       | pen' Djalma Freitas · Bé · Bentancor | Árbitro: Orlando Carvalho Pinto |

| - Tuna Luso: Sarará; Pinheiro e Nonato; Sátiro (Acapu), Iran e Leoni; Estanislau, China, Edílson, Chininha e Índio. Técnico: Miguel Cecim. - Sport: Dick; Bria e Tomires; Zé Maria, Dedé e Ney Andrade; Djalma Freitas, Bé, Osvaldo, Bentancor e Elcy. Técnico: Dante Bianchi. |

### Grupo Sul
|  | Semifinais     | Semifinais  | Semifinais | Semifinais |   |   | Final | Final | Final | Final |
|  |                |             |            |            |   |   |       |       |       |       |
|  | Campeão Gaúcho |             |            |            |   |   |       |       |       |       |
|  | 1958           |             |            |            |   |   |       |       |       |       |
|  |                | Grêmio      | 1          | 1          | X |   |       |       |       |       |
|  |                |             |            |            | X |   |       |       |       |       |
|  |                | Atlético-PR | 0          | 0          | X |   |       |       |       |       |
|  | Hercílio Luz   | Atlético-PR | 0          | 0          | X | 1 | 0     | X     |       |       |
|  | Hercílio Luz   |             |            |            |   | 1 | 0     | X     |       |       |
|  | Atlético-PR    | 2           | 1          | X          |   |   |       |       |       |       |

#### Semifinal
| 23 de agosto de 1959 | Hercílio Luz | 1 – 2     | Atlético Paranaense   | Estádio Aníbal Costa, Tubarão                                           |
|                      | Luizinho 74' | Relatório | 9' Tião · 23' Gaivota | Árbitro: Julio Salsamendi Auxiliares: Gerson Demaria e Euclides Pereira |

| - Hercílio Luz: Pipa; Adir e Rato; Ernesto, Parafuso e Ernani; Galego, Camanga, Luizinho, Vitoldo e Gonzaga. - Atlético Paranaense: William; Lindomar e Borracha; Belfare, Tocafundo e Sano; Isabelino, Gaivota, Taíco, Jerônimo e Tião. Técnico: Motorzinho. |

| 30 de agosto de 1959 | Atlético Paranaense | 1 – 0 | Hercílio Luz | Estádio Joaquim Américo, Curitiba |
|                      | Péricles 44'        |       |              | Árbitro: Lázaro Bartolomeu        |

| - Atlético Paranaense: William; Lindomar e Borracha; Belfare, Tocafundo e Sano; Péricles, Gaivota, Orlei (Isabelino), Jerônimo e Tião. Técnico: Motorzinho. - Hercílio Luz: Pipa; Adir e Rato; Ernesto, Parafuso e Ernani; Galego, Camanga, Luizinho, Vitoldo e Gonzaga. |

#### Final
| 13 de setembro de 1959 | Grêmio     | 1 – 0 | Atlético Paranaense | Estádio Olímpico, Porto Alegre                                          |
|                        | Juarez 53' |       |                     | Árbitro: Julio Salsamendi Auxiliares: Guilherme Sroka e Flávio Cavedini |

| - Grêmio: Henrique; Airton Pavilhão e Ortunho; Orlando, Elton e Calvet; Rudimar, Gessy, Juarez, Milton Kuelle e Vieira. Técnco: Oswaldo Rolla. - Atlético Paranaense: William; Lindomar e Belfare; Altemir, Tocafundo e Sano; Péricles, Gaivota, Tiquinho, Jerônimo e Tião. Técnico: Motorzinho. |

| 27 de setembro de 1959 | Atlético Paranaense | 0 – 1 | Grêmio    | Estádio Durival de Britto, Curitiba                                        |
|                        |                     |       | 62' Gessy | Árbitro: Aparício Viana e Silva Auxiliares: Julio Salsamendi e Tuffy Isfer |

| - Atlético Paranaense: William; Salvador e Borracha; Belfare, Tocafundo e Sano; Isabelino, Gaivota, Taíco, Jerônimo e Tião. Técnico: Motorzinho. - Grêmio: Henrique; Airton Pavilhão e Ortunho; Elton, Sérgio e Calvet; Vieira, Gessy, Juarez, Milton Kuelle (Rudimar) e Cláudio. Técnco: Oswaldo Rolla. |

### Grupo Leste
|  | Semifinais      | Semifinais       | Semifinais | Semifinais |   |            | Final | Final | Final | Final |
|  |                 |                  |            |            |   |            |       |       |       |       |
|  | Rio Branco      | 3                | 1          | X          |   |            |       |       |       |       |
|  | Manufatora      | 0                | 0          | X          |   |            |       |       |       |       |
|  | Manufatora      | 0                | 0          | X          |   | Rio Branco | 2     | 1     | X     |       |
|  |                 |                  |            |            |   | Rio Branco | 2     | 1     | X     |       |
|  |                 | Atlético Mineiro | 2          | 2          | X |            |       |       |       |       |
|  | Campeão Mineiro | Atlético Mineiro | 2          | 2          | X |            |       |       |       |       |
|  |                 |                  |            |            |   |            |       |       |       |       |
|  | 1958            |                  |            |            |   |            |       |       |       |       |

#### Semifinal
| 23 de agosto de 1959 | Rio Branco                           | 3 – 0 | Manufatora | Estádio Governador Bley, Vitória |
|                      | Daniel 28' · Roberto 60' · Nanau 82' |       |            | Árbitro: José Macedo Gomes       |

| - Rio Branco: Irezê; Monte e Hélio; Fontana, Rafael e Foca; Ênio, Nanau, Adilson, Marcelo e Roberto. Técnico: Mossoró. - Manufatora: Serrano; Almir e Daniel; Jura, Elias e Bolero; Jorginho, Juca, Mazzola, Antoninho e Cicica. |

| 30 de agosto de 1959 | Manufatora | 0 – 1 | Rio Branco      | Estádio Caio Martins, Niterói |
|                      |            |       | 88' (pen) Nanau | Árbitro: Erli Silva           |

| - Manufatora: Serrano; Almir e Daniel; Jura, Elias e Bolero; Jorginho, Juca, Mazzola, Antoninho e Cicica. - Rio Branco: Irezê; Monte e Hélio; Fontana, Rafael e Foca; Ênio, Nanau, Adilson, Marcelo e Roberto. Técnico: Mossoró. |

#### Final
| 13 de setembro de 1959 | Rio Branco             | 2 – 2 | Atlético Mineiro    | Estádio Governador Bley, Vitória |
|                        | Adilson 55' · Foca 80' |       | 2', 36' Luiz Carlos | Árbitro: José Maria Gomes        |

| - Rio Branco: Irezê; Monte e Hélio; Fontana, Rafael e Foca; Ênio (Marcelo), Nanau, Adilson, Geraldinho e Roberto. Técnico: Mossoró. - Atlético Mineiro: Edgar; Anísio e Laércio; William, Colete e Haroldo; Maurício, Luiz Carlos, Nílson, Beto Pretti e Geraldino. Técnico: Ayrton Moreira. |

| 20 de setembro de 1959 | Atlético Mineiro        | 2 – 1 | Rio Branco  | Estádio Independência, Belo Horizonte |
|                        | Maurício 51' (pen), 88' |       | 67' Alcenir | Árbitro: Alberto da Gama Malcher      |

| - Atlético Mineiro: Edgar; Anísio e Laércio (Benito); Ilton, Colete e Haroldo; Maurício, Luiz Carlos, Nílson, Beto Pretti e Geraldino. Técnico: Ayrton Moreira. - Rio Branco: Irezê; Monte e Hélio; Fontana, Rafael e Foca; Adilson, Nanau, Alcenir, Geraldino e Marcelo. Técnico: Mossoró. |

## Segunda fase
|  | Fase Regional    | Fase Regional | Fase Regional | Fase Regional |   |        | Semi-finai | Semi-finai | Semi-finai | Semi-finai |    |  | Final | Final | Final | Final |  |  |
|  |                  |               |               |               |   |        |            |            |            |            |    |  |       |       |       |       |  |  |
|  |                  |               |               |               |   |        |            |            |            |            |    |  |       |       |       |       |  |  |
|  | Bahia            | 3             | 0             | 2*            |   |        |            |            |            |            |    |  |       |       |       |       |  |  |
|  | Sport            | 2             | 6             | 0             |   |        |            |            |            |            |    |  |       |       |       |       |  |  |
|  | Sport            | 2             | 6             | 0             |   | Bahia  | 1          | 1          | 1*         |            |    |  |       |       |       |       |  |  |
|  |                  |               |               |               |   | Bahia  | 1          | 1          | 1*         |            |    |  |       |       |       |       |  |  |
|  |                  | Vasco da Gama | 0             | 2             | 0 |        |            |            |            |            |    |  |       |       |       |       |  |  |
|  | Campeão Carioca  | Vasco da Gama | 0             | 2             | 0 |        |            |            |            |            |    |  |       |       |       |       |  |  |
|  |                  |               |               |               |   |        |            |            |            |            |    |  |       |       |       |       |  |  |
|  | de 1958          |               |               |               |   |        |            |            |            |            |    |  |       |       |       |       |  |  |
|  |                  |               |               |               |   |        |            | Bahia      | 3          | 0          | 3* |  |       |       |       |       |  |  |
|  |                  |               |               |               |   |        |            |            |            |            | 3* |  |       |       |       |       |  |  |
|  |                  | Santos        | 2             | 2             | 1 |        |            |            |            |            |    |  |       |       |       |       |  |  |
|  | Atlético Mineiro | Santos        | 2             | 2             | 1 | 1      | 0          | X          |            |            |    |  |       |       |       |       |  |  |
|  | Atlético Mineiro |               |               |               |   | 1      | 0          | X          |            |            |    |  |       |       |       |       |  |  |
|  | Grêmio           | 4             | 1             | X             |   |        |            |            |            |            |    |  |       |       |       |       |  |  |
|  | Grêmio           | 4             | 1             | X             |   | Grêmio | 1          | 0          | X          |            |    |  |       |       |       |       |  |  |
|  |                  |               |               |               |   | Grêmio | 1          | 0          | X          |            |    |  |       |       |       |       |  |  |
|  |                  | Santos        | 4             | 0             | X |        |            |            |            |            |    |  |       |       |       |       |  |  |
|  | Campeão Paulista | Santos        | 4             | 0             | X |        |            |            |            |            |    |  |       |       |       |       |  |  |
|  |                  |               |               |               |   |        |            |            |            |            |    |  |       |       |       |       |  |  |
|  | de 1958          |               |               |               |   |        |            |            |            |            |    |  |       |       |       |       |  |  |

- O terceiro placar equivale ao Jogo extra.

### Zona Norte (Taça Norte)
Final
| 27 de outubro de 1959 | Bahia                             | 3 – 2 | Sport                     | Estádio da Fonte Nova, Salvador |
|                       | Marito 18' · Biriba 26' · Ari 35' |       | 14' Osvaldo · 42' Traçaia | Árbitro: Willer Costa           |

| - Bahia: Nadinho; Leone e Henrique; Flávio, Vicente e Beto; Marito, Alencar, Léo, Ari e Biriba. Técnico: Geninho. - Sport: Dick; Bria e Cido; Zé Maria, Dedé e Ney Andrade; Traçaia, Bé, Osvaldo, Bentancor e Elcy. Técnico: Capuano. |

| 30 de outubro de 1959 | Sport                                                        | 6 – 0 | Bahia | Estádio da Ilha do Retiro, Recife                                              |
|                       | Osvaldo 18', 34', 64' · Traçaia 59' · Bentancor 81' · Bé 83' |       |       | Árbitro: José Cavalcanti de Brito Auxiliares: José Teixeira e Evandro Ferreira |

| - Sport: Dick; Bria e Cido; Zé Maria, Dedé e Ney Andrade; Traçaia, Bé, Osvaldo, Bentancor e Elcy. Técnico: Capuano. - Bahia: Nadinho; Leone (Florisvaldo) e Henrique; Flávio, Vicente e Beto; Marito, Alencar, Léo, Ari e Biriba. Técnico: Geninho. |

Jogo extra:
| 3 de novembro de 1959 | Sport | 0 – 2 | Bahia                | Estádio da Ilha do Retiro, Recife |
|                       |       |       | 20' Biriba · 51' Léo | Árbitro: Willer Costa             |

| - Sport: Dick; Bria e Cido; Zé Maria, Dedé e Ney Andrade; Traçaia, Bé, Osvaldo, Bentancor e Djalma Freitas. Técnico: Capuano. - Bahia: Nadinho; Leone e Henrique; Flávio, Vicente e Beto; Marito, Alencar, Léo, Ari e Biriba. Técnico: Geninho. |

### Zona Sul
Final
| 18 de outubro de 1959 | Atlético Mineiro  | 1 – 4 | Grêmio                                                  | Estádio Independência, Belo Horizonte |
|                       | Alvinho 13' (pen) |       | 69' Gessy · 18' Benito · 55' Milton Kuelle · 77' Juarez | Árbitro: Arthur Vilarinho             |

| - Atlético Mineiro: Edgar (Veludo); Anísio e Benito; William, Ilton e Haroldo; Maurício, Alvinho, Nílson, Luiz Carlos (Murilinho) e Tomazinho. Técnico: Ayrton Moreira. - Grêmio: Henrique; Airton Pavilhão e Ortunho; Elton, Sérgio e Calvet; Vieira, Gessy, Juarez, Rudimar e Cláudio (Milton Kuelle). Técnico: Oswaldo Rolla. |

| 25 de outubro de 1959 | Grêmio    | 1 – 0 | Atlético Mineiro | Estádio Olímpico, Porto Alegre                                            |
|                       | Gessy 89' |       |                  | Árbitro: Francisco Trindade Auxiliares: Flávio Cavedini e Guilherme Sroka |

| - Grêmio: Henrique; Airton Pavilhão e Ortunho; Elton, Sérgio e Calvet; Vieira, Gessy, Juarez, Milton Kuelle e Cláudio (Rudimar). Técnico: Oswaldo Rolla. - Atlético Mineiro: Veludo; Anísio e Benito; William, Ilton e Haroldo; Maurício, Colete (Bueno), Luiz Carlos, Alvinho e Ernani. Técnico: Ayrton Moreira. |

## Fase final

### Semifinais
| 17 de novembro de 1959 | Santos                                                 | 4 – 1 | Grêmio    | Estádio da Vila Belmiro, Santos                  |
|                        | Jair Rosa Pinto 25', 31' · Coutinho 82' · Urubatão 89' |       | 60' Gessy | Público: 18,000 Árbitro: Alberto da Gama Malcher |

| - Santos: Manga; Pavão e Mourão; Getúlio, Urubatão e Formiga; Dorval, Jair Rosa Pinto, Coutinho, Pelé e Pepe. Técnico: Lula. - Grêmio: Henrique; Airton Pavilhão e Ortunho; Orlando, Elton e Calvet; Giovani, Gessy, Cardoso, Milton Kuelle e Juarez (Vieira). Técnco: Oswaldo Rolla. |

| 19 de novembro de 1959 | Vasco da Gama | 0 – 1 | Bahia       | Estádio Maracanã, Rio de Janeiro  |
|                        |               |       | 53' Alencar | Árbitro: Clinamulte Vieira França |

| - Vasco da Gama: Miguel; Paulinho, Bellini e Coronel; Écio e Russo; Sabará, Almir Pernambuquinho, Delém, Roberto Pinto e Pinga. Técnico: Yustrich. - Bahia: Nadinho; Leone e Henrique; Flávio, Vicente e Beto; Marito, Alencar, Léo, Ari e Biriba. Técnico: Geninho. |

| 24 de novembro de 1959 | Bahia   | 1 – 2 | Vasco da Gama                 | Estádio da Fonte Nova, Salvador       |
|                        | Ari 78' |       | 60' Roberto Pinto · 79' Delém | Público: 40,000 Árbitro: Antonio Viug |

| - Bahia: Nadinho; Leone e Henrique; Flávio, Vicente e Beto; Marito, Alencar, Léo, Ari e Biriba. Técnico: Geninho. - Vasco da Gama: Miguel; Dario e Bellini; Écio, Russo e Coronel; Sabará, Almir Pernambuquinho, Delém, Roberto Pinto e Pinga. Técnico: Yustrich. |

| 25 de novembro de 1959 | Grêmio | 0 – 0 | Santos | Estádio Olímpico, Porto Alegre                                        |
|                        |        |       |        | Árbitro: Cláudio Magalhães Auxiliares: Flávio Cavedini e Jorge Piveta |

| - Grêmio: Henrique; Airton Pavilhão e Ortunho; Orlando, Elton e Calvet; Wolney, Gessy, Juarez, Milton Kuelle e Vieira. Técnco: Oswaldo Rolla. - Santos: Manga; Pavão e Mourão; Dalmo, Zito e Formiga; Dorval, Urubatão, Coutinho (Agnaldo), Pelé e Pepe. Técnico: Lula. |

Jogo extra:
| 26 de novembro de 1959 | Bahia   | 1 – 0 | Vasco da Gama | Estádio da Fonte Nova, Salvador                                                              |
|                        | Léo 48' |       |               | Público: 25,000 Árbitro: Francisco Moreno Auxiliares: José Gomes Sobrinho e Antônio Musitano |

| - Bahia: Nadinho; Leone e Henrique; Flávio, Vicente e Beto; Bombeiro, Marito, Alencar (Careca), Léo e Biriba. Técnico: Geninho. - Vasco da Gama: Miguel; Bellini e Brito; Paulinho, Russo e Dario; Sabará, Almir Pernambuquinho, Delém, Roberto Pinto e Pinga. Técnico: Yustrich. |

### Final
| 10 de dezembro de 1959 | Santos                    | 2 – 3 | Bahia                         | Estádio da Vila Belmiro, Santos                  |
|                        | Pelé 15' · Pepe 77' (pen) |       | 26' Biriba · 57', 89' Alencar | Público: 23,000 Árbitro: Alberto da Gama Malcher |

| Santos | Bahia |

| SANTOS:    |  |                 |
|            |  |                 |
| G          |  | Manga           |
| LD         |  | Getúlio         |
| Z          |  | Urubatão        |
| Z          |  | Formiga         |
| LE         |  | Dalmo           |
| V          |  | Zito            |
| V          |  | Jair Rosa Pinto |
| M          |  | Dorval          |
| M          |  | Coutinho        |
| A          |  | Pelé            |
| A          |  | Pepe            |
| Treinador: |  |                 |
| Lula       |  |                 |

| BAHIA:     |  |          |
|            |  |          |
| G          |  | Nadinho  |
| LD         |  | Leone    |
| Z          |  | Henrique |
| Z          |  | Beto     |
| LE         |  | Vicente  |
| V          |  | Flávio   |
| V          |  | Bombeiro |
| M          |  | Marito   |
| M          |  | Alencar  |
| A          |  | Léo      |
| A          |  | Biriba   |
| Treinador: |  |          |
| Geninho    |  |          |

| 30 de dezembro de 1959 | Bahia | 0 – 2 | Santos                 | Estádio da Fonte Nova, Salvador                |
|                        |       |       | 7' Coutinho · 28' Pelé | Público: 40,000 Árbitro: José Monteiro Alencar |

| Bahia | Santos |

| BAHIA:     |  |          |
|            |  |          |
| G          |  | Nadinho  |
| LD         |  | Leone    |
| Z          |  | Henrique |
| Z          |  | Beto     |
| LE         |  | Vicente  |
| V          |  | Flávio   |
| V          |  | Bombeiro |
| M          |  | Marito   |
| M          |  | Alencar  |
| A          |  | Léo      |
| A          |  | Biriba   |
| Treinador: |  |          |
| Geninho    |  |          |

| SANTOS:    |  |          |
|            |  |          |
| G          |  | Laércio  |
| LD         |  | Feijó    |
| Z          |  | Getúlio  |
| Z          |  | Formiga  |
| LE         |  | Dalmo    |
| V          |  | Zito     |
| V          |  | Urubatão |
| M          |  | Dorval   |
| M          |  | Coutinho |
| A          |  | Pelé     |
| A          |  | Pepe     |
| Treinador: |  |          |
| Lula       |  |          |

Jogo extra
| 29 de março de 1960 | Bahia                               | 3 – 1     | Santos       | Estádio do Maracanã, Rio de Janeiro                                                                            |
|                     | Vicente 37' · Léo 46' · Alencar 76' | Relatório | 27' Coutinho | Público: 20,000 pagantes Árbitro: Frederico Lopes Auxiliares: Wilson Lopes de Souza e Ailton Vieira de Moraes. |

| Bahia | Santos |

| BAHIA:         |  |          |                                   |  |
|                |  |          |                                   |  |
| G              |  | Nadinho  |                                   |  |
| LD             |  | Nenzinho |                                   |  |
| Z              |  | Henrique |                                   |  |
| Z              |  | Beto     |                                   |  |
| LE             |  | Vicente  | Penalizado · Penalizado · Expulso |  |
| V              |  | Flávio   |                                   |  |
| V              |  | Mário    |                                   |  |
| M              |  | Marito   |                                   |  |
| M              |  | Alencar  |                                   |  |
| A              |  | Léo      |                                   |  |
| A              |  | Biriba   |                                   |  |
| Treinador:     |  |          |                                   |  |
| Carlos Volante |  |          |                                   |  |

| SANTOS:       |  |           |                                   |    |
|               |  |           |                                   |    |
| G             |  | Lalá      |                                   |    |
| LD            |  | Getúlio   | Penalizado · Penalizado · Expulso |    |
| Z             |  | Mauro     |                                   |    |
| Z             |  | Formiga   | Penalizado · Penalizado · Expulso |    |
| LE            |  | Zé Carlos |                                   |    |
| V             |  | Zito      |                                   |    |
| V             |  | Mário     |                                   |    |
| M             |  | Dorval    | Penalizado · Penalizado · Expulso |    |
| M             |  | Pagão     |                                   | a' |
| A             |  | Coutinho  | Penalizado · Penalizado · Expulso |    |
| A             |  | Pepe      |                                   |    |
| Substituição: |  |           |                                   |    |
| A             |  | Tite      |                                   | a' |
| Treinador:    |  |           |                                   |    |
| Lula          |  |           |                                   |    |

## Premiação
| Campeonato Brasileiro de 1959   |
| ------------------------------- |
| Esporte Clube Bahia (1º título) |

## Classificação final
| Pos | Equipes              | Pts | J  | V | E | D | GP | GC | SG  | Classificação geral                           |
| --- | -------------------- | --- | -- | - | - | - | -- | -- | --- | --------------------------------------------- |
| 1   | Bahia                | 20  | 14 | 9 | 2 | 3 | 25 | 18 | +7  | Campeão e classificado à Libertadores de 1960 |
| 2   | Santos               | 5   | 5  | 2 | 1 | 2 | 9  | 7  | +2  | Vice campeão                                  |
| 3   | Grêmio               | 9   | 6  | 4 | 1 | 1 | 8  | 5  | +3  | Semifinalistas                                |
| 4   | Vasco da Gama        | 2   | 3  | 1 | 0 | 2 | 2  | 3  | -1  | Semifinalistas                                |
| 5   | Sport                | 9   | 7  | 4 | 1 | 2 | 21 | 10 | +11 | Eliminados na 2ª Fase                         |
| 6   | Atlético Mineiro     | 3   | 4  | 1 | 1 | 2 | 5  | 8  | -3  | Eliminados na 2ª Fase                         |
| 7   | Ceará                | 6   | 6  | 1 | 4 | 1 | 6  | 6  | 0   | Finalistas da 1ª Fase                         |
| 8   | Rio Branco-ES        | 5   | 4  | 2 | 1 | 1 | 7  | 4  | +3  | Finalistas da 1ª Fase                         |
| 9   | Tuna Luso            | 5   | 5  | 2 | 1 | 2 | 8  | 9  | -1  | Finalistas da 1ª Fase                         |
| 10  | Athletico Paranaense | 4   | 4  | 2 | 0 | 2 | 3  | 3  | 0   | Finalistas da 1ª Fase                         |
| 11  | Ferroviário-MA       | 2   | 3  | 1 | 0 | 2 | 4  | 5  | -1  | Semifinalistas da 1ª Fase                     |
| 12  | ABC                  | 2   | 3  | 0 | 2 | 1 | 2  | 3  | -1  | Semifinalistas da 1ª Fase                     |
| 13  | Hercílio Luz         | 0   | 2  | 0 | 0 | 2 | 1  | 3  | -2  | Semifinalistas da 1ª Fase                     |
| 14  | Manufatora           | 0   | 2  | 0 | 0 | 2 | 0  | 4  | -4  | Semifinalistas da 1ª Fase                     |
| 15  | Auto Esporte-PB      | 0   | 2  | 0 | 0 | 2 | 2  | 8  | -6  | Semifinalistas da 1ª Fase                     |
| 16  | CSA                  | 0   | 2  | 0 | 0 | 2 | 0  | 7  | -7  | Semifinalistas da 1ª Fase                     |

## Principais artilheiros
1. Léo Briglia (Bahia): 8 gols[17]
2. Betancourt (Sport): 7 gols
3. Alencar (Bahia): 6 gols

## Ligação externa
Esquadrão Imortal - Bahia 1959-1962.